# 酒井翔太
酒井 翔太（さかい しょうた、2008年3月22日 - ）は、日本のレーシングドライバー。千葉県出身。
身長：171cm　体重：60kg　血液型：O型

## 略歴
2023年、全日本カート選手権 FS-125JAF部門シリーズ6位を獲得したことで、JAFが発行する限定国内競技運転者許可証（限定Aライセンス）を取得する。
2024年、JAF公認競技レースに本格的に参戦する。同年、Formula Beat 地方選手権シリーズ 第1戦（鈴鹿サーキット）にて優勝。

## レース戦績
- 2022年 ITAKO　SPEED　GAMES  Rd’1 決勝1位SGオープンクラス  Rd’2 決勝2位SGオープンクラス  Rd’3 決勝1位SGオープンクラス  Rd’4 決勝2位SGオープンクラス  Rd’5 決勝7位SGオープンクラス  Rd’6 決勝1位SGオープンクラス  ※2022年度SGオープンクラスシリーズチャンピオンを獲得
- 2023年  2023年全日本カート選手権　FS-125JAF部門  第1戦　不参加  第2戦　不参加  第3戦　予選2位　※ペナルティにより5位  　　　 決勝6位  第4戦　予選3位  　　　 決勝3位  第5戦　予選3位  　　　 決勝3位  第6戦　予選5位  　　　  決勝6位  第7戦   予選3位  　　　 決勝5位  第8戦   予選6位  　　　 決勝6位
- Formula Beat 地方選手権シリーズ

第1戦 優勝（2024年、鈴鹿サーキット、予選5位・決勝1位）